# سیاه‌کش (رودسر)
سیاه‌کش ، روستایی از توابع بخش چابکسر شهرستان رودسر،
است. 
این روستا در انتهای مسیر دهستان سیاهکلرود قرار دارد.
از بزرگان این روستا میتوان به حسن علیجانی یاسوری و فرزند بزرگ ایشان محمد علیجانی یاسوری اشاره نمود. 

## جمعیت
این روستا در دهستان سیاهکلرود قرار دارد و براساس سرشماری مرکز آمار ایران در سال ۱۳۸۵، جمعیت آن ۹۲ نفر (۲۲خانوار) بوده‌است.